# Soproni népszavazás

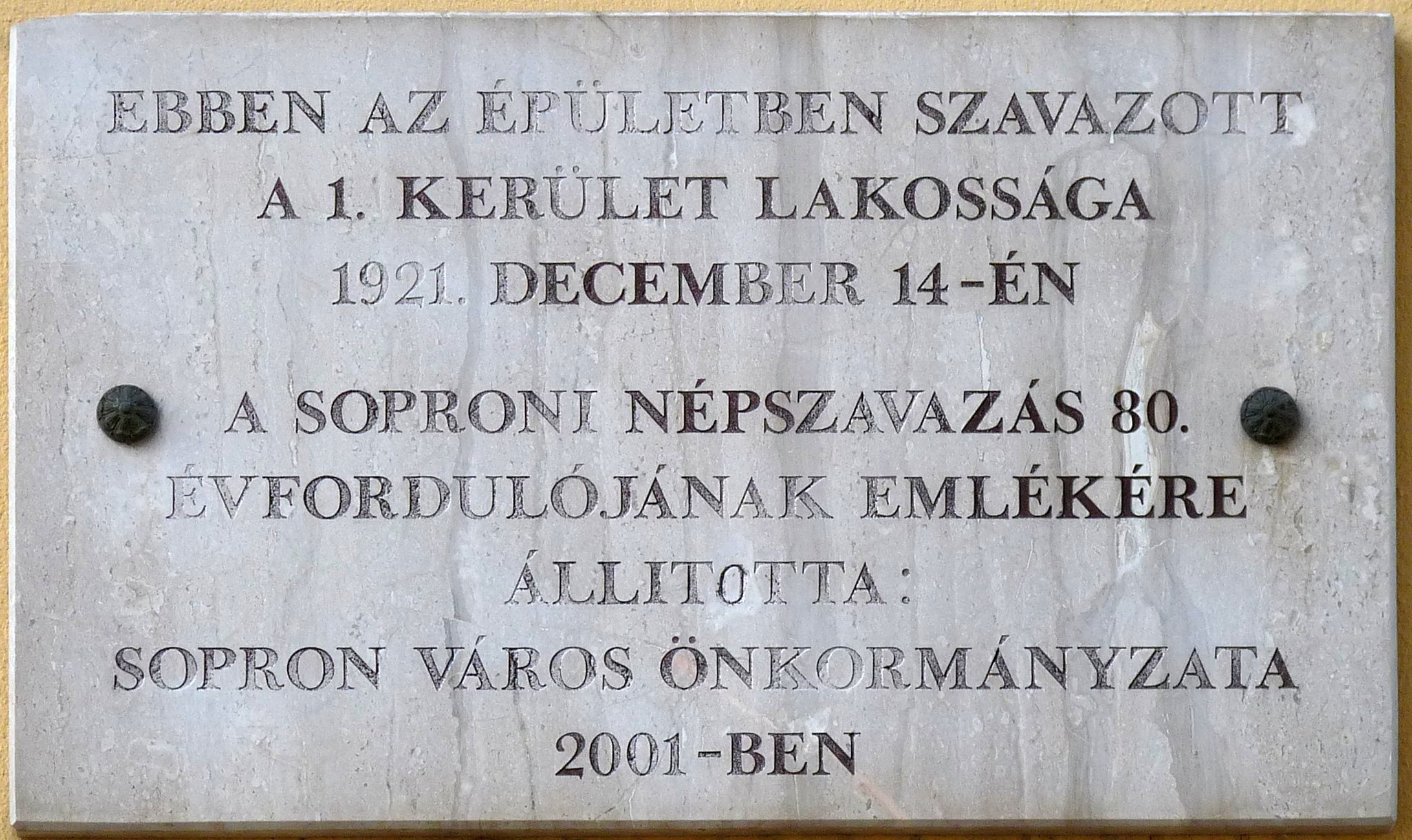
A soproni népszavazás emléktáblája

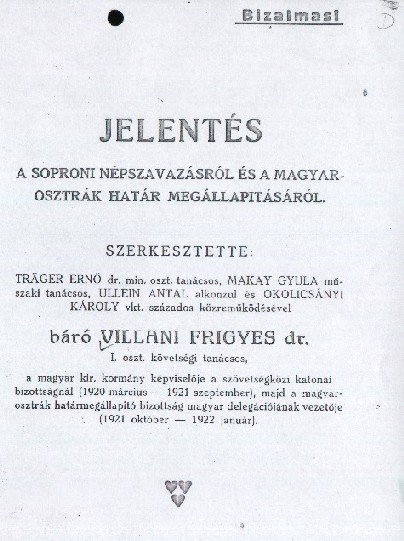
A népszavazás jegyzőkönyve

A velencei jegyzőkönyv értelmében 1921. december 14-e és 16-a között Sopron és környékének lakossága népszavazáson döntötte el, hogy összesen 257 km² Magyarországhoz vagy Ausztriához tartozzon-e. Ez volt a trianoni békeszerződés egyetlen komolyabb területi revíziója, amit a nagyhatalmak tartósan elfogadtak.

## A szavazásban érintett helységek
- Ágfalva
- Balf
- Fertőboz
- Fertőrákos
- Harka
- Kópháza
- Nagycenk
- Sopron
- Sopronbánfalva

|                          |                      |        | német  | magyar | horvát | egyéb |
| Sopron és Brennbergbánya | Ödenburg / Brennberg | 33.932 | 17.318 | 15.022 | 781    | 811   |
| Ágfalva                  | Agendorf             | 1.922  | 1.830  | 85     | 2      | 5     |
| Harka                    | Harkau               | 1.062  | 1.031  | 26     | 5      | 0     |
| Fertőboz                 | Holling              | 518    | 490    | 26     | 2      | 0     |
| Kópháza                  | Kohlnhof             | 1.855  | 38     | 44     | 1.773  | 0     |
| Fertőrákos               | Kroisbach            | 2.980  | 2.766  | 150    | 4      | 60    |
| Sopronbánfalva           | Wandorf              | 2.789  | 2.570  | 205    | 5      | 9     |
| Balf                     | Wolfs                | 1.393  | 1.161  | 208    | 4      | 20    |
| Nagycenk                 | Großzinkendorf       | 1.740  | 97     | 1.625  | 7      | 11    |
| összesen                 |                      | 48.191 | 27.301 | 17.391 | 2.583  | 916   |

## Az eredmények
Az összesen 26 879 jogosultból 24 063 fős (89,52%) részvétel mellett, 23 561 szavazóból 15 334 fő (65,08%) szavazott Magyarországra, 8 227 fő (34,92%) Ausztriára, és 502 (2,09%) szavazat érvénytelen volt.
Sopron 37 509 lakója közül 18 994-nek volt szavazati joga. Itt 89,2%-os részvétellel 72,7% szavazott Magyarországra.
A nyolc faluban a 7 900 jogosult 83,9%-os részvételével 54,6%-a Ausztria mellett szavazott. Magyarországra csak Nagycenken, Fertőbozon és Kópházán szavaztak többségben.
| Település                | Szavazásra jogosultak | Leadott szavazat | Érvénytelen szavazat | Ausztria mellett | %    | Magyarország mellett | %    |
| ------------------------ | --------------------- | ---------------- | -------------------- | ---------------- | ---- | -------------------- | ---- |
| Sopron és Brennbergbánya | 18 994                | 17 298           | 351                  | 4 620            | 27,2 | 12 327               | 72,8 |
| Ágfalva                  | 1 148                 | 848              | 18                   | 682              | 82,2 | 148                  | 17,8 |
| Harka                    | 668                   | 581              | 9                    | 517              | 90,4 | 55                   | 9,6  |
| Fertőboz                 | 349                   | 342              | 11                   | 74               | 22,3 | 257                  | 77,7 |
| Kópháza                  | 948                   | 813              | 30                   | 243              | 30,0 | 550                  | 70,0 |
| Fertőrákos               | 1 525                 | 1 370            | 33                   | 812              | 60,7 | 525                  | 39,3 |
| Sopronbánfalva           | 1 538                 | 1 177            | 35                   | 925              | 81,0 | 217                  | 19,0 |
| Balf                     | 668                   | 595              | 17                   | 349              | 60,4 | 229                  | 39,6 |
| Nagycenk                 | 1 041                 | 1 039            | 8                    | 5                | 0,5  | 1 026                | 99,5 |
| Összesen                 | 26 879                | 24 063           | 512                  | 8 227            | 34,9 | 15 334               | 65,1 |

Bár a kisebb községekben általában Ausztria felé billent a mérleg, ám végül Sopron magyarpárti többsége bizonyult döntőnek. Az országgyűlés A soproni népszavazás emlékének törvénybe iktatásáról szóló 1922. évi XXIX. törvényben a Civitas fidelissima, azaz a Leghűségesebb város címmel jutalmazta Sopront, ahol a 61 méter magas Tűztorony déli részén ezután alakították ki az ún. Hűségkaput.

## A trianoni osztrák-magyar határ további módosításai
A Saint Germain-i és a trianoni békék által leírt határ a mai államhatárhoz képest más, Magyarország számára kedvezőtlenebb vonalon futott. Az osztrák-magyar határmegállapító bizottság munkájának kezdetén Magyarország 96 községre terjedő határmódosítási javaslatot tett, amely a Sopron térségében nagyjából a mai határt követte, a Hanságban Felsőpulya, a Pinka-völgy és Alsóőr-Felsőőr térségében nagyobb, másutt általában egy falu szélességnyi korrekciót jelentett volna. A soproni népszavazással nagyjából párhuzamosan folyó vitában, a helyszíni szemléket végző bizottság és a határmegállapítási folyamatot felügyelő párizsi antant Nagykövetek Tanácsa egyezkedései eredményeként ez a terület jelentősen lecsökkentve került a Népszövetség elé, amely 1922. szeptemberében döntött a Szombathelytől nyugatra illetve délnyugatra fekvő Narda (akkor Kisnarda és Nagynarda), Felsőcsatár (akkor Alsócsatár és Felsőcsatár), Vaskeresztes (akkor Németkeresztes és Magyarkeresztes), Horvátlövő és Pornóapáti Magyarországon tartásáról. Döntött ugyanakkor arról, hogy a Fertő-tó keleti oldalán Pomogy (Pamhagen), illetve a Pinka-völgyben Csajta (Schachendorf), Csém (Schandorf) és Alsóbeled (Unterbildain) községek Ausztriának juttatásáról. Kőszeg északi előterében Magyarország megtarthatta Rőtfalvát és Rendeket, ugyanakkor Ausztria javára döntött a Népszövetség Tanácsa Léka (Lockenhaus) és Hámortó (Hammerteich) ügyében. A Magyarországnak ítélt településeken a magyar közigazgatás 1923. január 10. és március 9. között állt helyre. Ausztria és Magyarország kétoldalú megállapodással később elcserélte az így Magyarországnak juttatott Rendek (Liebing) és Rőtfalva (Rattersdorf) településeket Ólmodért és Szentpéterfáért. A folyamatban kezdeményező szerepet játszó Szentpéterfa később megkapta a "Communitas Fidelissima", azaz a Leghűségesebb Község címet. Ezzel eldőlt, hogy az önálló települések közül melyik kerüljön Ausztriához és melyik Magyarországhoz.
A határmegállapító bizottság ezt követően pontosította a települések közt húzódó határvonalat. Ennek keretében elsősorban a hansági és mosoni majorok és puszták ügyében módosítottak a korábbi közigazgatási határokon, így került Fertőújlak (akkor Mekszikópuszta) és Albertkázmérpuszta Magyarországhoz.

## Történelmi megítélése
A népszavazás történelmi megítélése a magyar és az osztrák történelmi irodalomban – érthető módon – végletesen eltér. Míg magyar részről nagy sikernek tekinthető, hogy az igazságtalan trianoni béke nyomán elszenvedett hatalmas veszteségekkel szemben itt sikerült a határokat kedvező módon alakítani, addig osztrák értékelés szerint a népszavazás során súlyos visszaélések történtek, a  német nyelvű lakosság egy részét kizárták a szavazás lehetőségéből, másrészt Magyarország távolabbi részeiről utaztattak be soproni kötődéssel nem vagy alig rendelkező embereket szavazni.